# تشاك بارسونز
تشاك بارسونز (بالإنجليزية: Chuck Parsons)‏ هو سائق سيارة سباق أمريكي، ولد في 6 فبراير 1924 في مقاطعة إليوت في الولايات المتحدة، وتوفي في 3 يناير 1999 في مقاطعة لوس أنجلوس في الولايات المتحدة.

## روابط خارجية
- تشاك بارسونز على موقع DriverDB.com (الإنجليزية)